# Saint-Mards-en-Othe
Saint-Mards-en-Othe – miejscowość i gmina we Francji, w regionie Grand Est, w departamencie Aube.
Według danych na rok 1990 gminę zamieszkiwały 513 osoby, a gęstość zaludnienia wynosiła 16 osób/km².

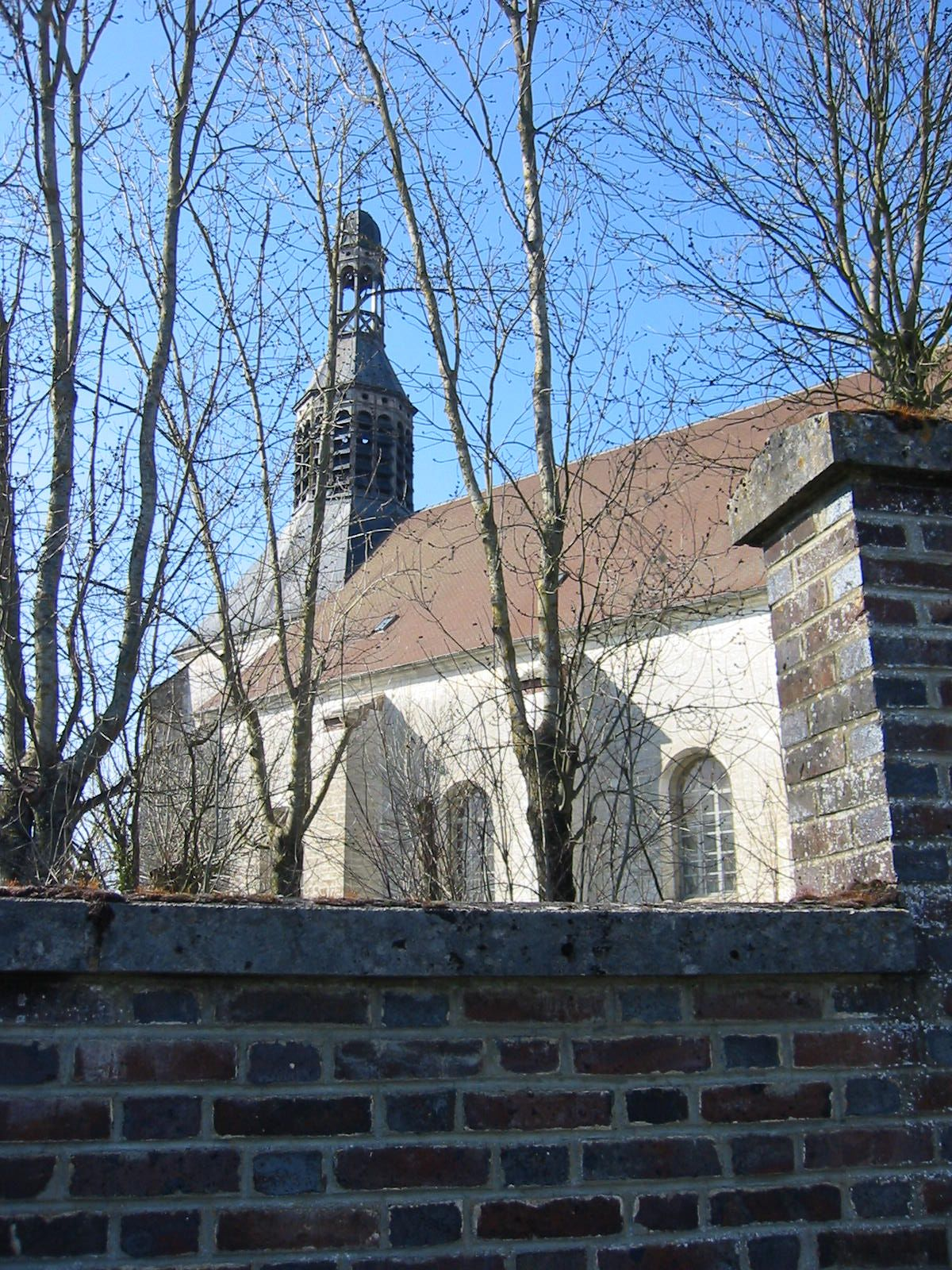
Kościół w Saint-Mards-en-Othe, 2003